# Wola Libertowska
Wola Libertowska – wieś w Polsce, położona w województwie śląskim, w powiecie zawierciańskim, w gminie Żarnowiec.
W latach 1975–1998 miejscowość administracyjnie należała do województwa katowickiego.
W okolicach wsi, do Pilicy wpada struga Udorka.

## Nazwa
Miejscowość pierwotnie wymieniana jest jako Wola. Drugi człon nazwy został dodany w czasie późniejszym dla odróżnienia od innych nazw Wola bardzo popularnych w Polsce.
Nazwę miejscowości w zlatynizowanej staropolskiej formie Wolya villa wymienia w latach (1470–1480) Jan Długosz w księdze Liber beneficiorum dioecesis Cracoviensis.

## Integralne części wsi
| SIMC    | Nazwa      | Rodzaj    |
| ------- | ---------- | --------- |
| 0226164 | Barycz     | część wsi |
| 0226170 | Kresy      | część wsi |
| 0226187 | Stara Wieś | część wsi |